# Jívka II
Jívka II (německy Jibka) je osada v okrese Trutnov v Královéhradeckém kraji. Je součástí obce Jívka. Jde o původní centrum obce Jívka, jelikož dnešní centrum se skládá z původních vesnic Dolní a Horní Vernéřovice. Nachází se asi 22 km jihovýchodně od Trutnova.
V Jívce II je registrováno 20 čísel popisných. Prochází tudy silnice III/3014 a III/30119. Nachází se zde socha svatého Jana Nepomuckého, památná Maixnerova lípa, pramen U svatého Jana, studánka svatého Jana a vodojem. Protéká tudy bezejmenný potok, který se vlévá do potoka Jívky.